# أنهار بغداد القديمة
أنهار بغداد القديمة : إن بغداد كانت تصلها شبكة من الأنهار والجداول، إضافة إلى نهر دجلة الذي يشطر المدينة إلى شطري الكرخ والرصافة وشبكة الجداول والقنوات المائية هذه كانت تروي المدينة بجانبيها الغربي والشرقي.

## إرواء الجانب الغربي
إن إرواء الجانب الغربي من بغداد كان يتم من خلال نهر واسع يسمى نهر عيسى العظيم، الذي كان يتفرع من الجانب الأيسر لنهر الفرات شمال الفلوجة، ويصب في دجلة جنوب بغداد الحالية. وقد أنشىء عليه سد من الحجر لرفع مستوى المياه وتحويلها إلى جدولين رئيسين، الأول شمالي وهو نهر الصراة العظمى، والثاني جنوبي وهو نهر الرفيل والذي عرف في العهد العباسي باسم نهر عيسى. ويتفرع نهر كرخايا من جهته اليسرى. ويتفرع الجدولان من الجانب الأيسر للنهر أمام السد، ويجريان متوازيين نحو الشرق وينتهيان إلى دجلة فيصبّان في وسط بغداد الحالية. أما الجزء الشمالي من الجانب الغربي فكان يسقى من جدول قديم يتفرع من الضفة اليمنى لنهر دجلة في جوار بلد الحالية، وسُمّي في العهد العربي باسم نهر دجيل وكان يتفرع من نهر بطاطيا. ونهر الطابق في محلة تسمى بالجانب الغربي قرب نهر القلائين شرقاً وأصل اسمه نهر بابك ومأخذه من نهر كرخايا ويصب في نهر عيسى عند دار البطيخ، ونهر الدجاج عند محلة تسمى به وهو قرب الكرخ. وذكر شمس الدين المقدسي، أن الجانب الغربي من بغداد يسقى من أنهار تنحدر إلى كورة بغداد من الفرات، وتصب في دجلة، وهذه الأنهار هي: نهر الصراة، نهر عيسى، نهر صرصر، نهر الملك. وقد ذكر المستشرق الإنكليزي كي ليسترنج، أربعة أنهر، سماها بالأنهار الكبيرة، الصالحة لسير السفن يحمل من الفرات إلى دجلة، وهي: نهر عيسى، ونهر صرصر، ونهر الملك، ونهر كوثى.

## إرواء الجانب الشرقي
إن شبكة جداول الجانب الشرقي من بغداد الرصافة، منها نهر المعلى وهو يستمد مياهه من نهر الخالص ونهر موسى ونهر القلابين اللذان يجريان في بغداد. فكان الجانب الشرقي يستقي من نهر واسع يفوق كلاً من أنهار الجانب الغربي حجماً وطولاً، وهذا النهر هو نهر النهروان. وكان يتفرع من الجانب الشرقي من نهر دجلة في جوار سامراء فيمتد بمحاذاة نهر دجلة من جهة الشرق مسافة أكثر من مائتي كيلو متر حيث كان أطول نهر عرفه العالم وقتذاك، ثم يلتقي أخيراً بدجلة قرب الكوت الحالية. وكان فرعان من الفروع لهذا النهر يمدان شبكة الأنهار التي كانت تتغلغل في قلب منطقة بغداد الشرقية، أحدهما وهو الشمالي الذي كان يسمى ((طسوج نهر بوق)) وكانت منطقة الرصافة وما جاورها من قطائع تقع ضمن هذا الطسوج، وكانت تروى من الأنهار التي تتفرع من النهروان فتؤلف شبكة جداول تنتشر فروعها في تلك المنطقة. وكان نهر الخالص الفرع الرئيسي الذي يمون هذه الجداول بالمياه والذي يتفرع من نهر الفضل. أما الآخر الجنوبي فكان يسمى ((طسوج كلواذا ونهر بين)) وهو يأخذ ماؤه من الجانب الأيمن لنهر النهروان متجهاً نحو كلواذى حيث يصب في دجلة، وعليه يعتمد جزء من الجانب الشرقي لبغداد.

## جداول إرواء المدينة المدورة
مدينة بغداد تتوسط أربعة طساسيج، كل طسوجين منها في جانب من دجلة:
- ففي الجانب الغربي المعروف بالكرخ، طسوج قطربل في شمال نهر عيسى، وطسوج بادوريا في جنوبه.
- وفي الجانب الشرقي المعروف بالرصافة، طسوج نهر بوق وهو في شمال طريق خراسان، وطسوج كلواذى في الجنوب.[6]

عندما شيد الخليفة أبو جعفر المنصور مدينته المدورة لم يفكر في سحب المياه من جداول لقربها من دجلة، فكانت ترتوي بماء الروايا وهي جلود تملأ ماءاً وتنقل إلى المدينة على ظهور البغال، ولما شعر المنصور بصعوبة نقل الماء في الروايا، ورأى ما تحدثه البغال من أوساخ. أمر رجلين من العاملين بمد القنوات بأن يمدا قناتين من دجلة إلى داخل المدينة. وأمر أيضاً بمد قناة من نهر دجيل سميت نهر بطاطيا، وقناة من نهر كرخايا وجرهما إلى المدينة في وثيقة من أسفلها محكمة بالآجر والصاروج من أعلاها، وكانت كل قناة منها تدخل المدينة وتنفذ في الشوارع فضلاً عن الأرباض خارج المدينة. وتجري صيفاً وشتاءاً لا ينقطع ماؤها في وقت من الأوقات.

وقد خلّد الشاعر معروف الرصافي بعض أنهار بغداد القديمة بقصيدته «بغداد رقدة وسبات» وعرفت أيضا «من مبلغ المنصور عن بغداده» والتي يقول فيها:

## قائمة أنهار بغداد القديمة
- نهر الخالص
- نهر الفضل
- نهر الرفيل
- نهر بطاطيا
- نهر عيسى
- نهر كرخايا
- نهر بوق
- نهر القلائين
- نهر طابق
- نهر الصراة
- نهر الدجاج
- نهر النهروان
- نهر بين
- نهر البزازين
- نهر المعلى
- نهر الملك
- نهر صرصر
- نهر أبي الجند
- نهر موسى
- نهر القلابين
- نهر خندق طاهر
- نهر رزين